# .example
.example, .example.com, .example.net och .example.org är domännamn reserverade att användas i exempel och dokumentation, för att visa att det rör sig om ett exempel och eftersom sådana exempel kan komma att bli kodade i verkligheten. Domänerna används inte för andra ändamål i DNS-systemet.
Toppdomänen .example och domännamnen example.com, example.net och example.org definierades 1999 i RFC 2606, tillsammans med .invalid, .localhost och .test.
Jämför 192.0.2.0/24, IPv4-adresser som är reserverade för exempel enligt RFC 3330.